# 華為P30系列
華為P30與華為P30 Pro，是華為製造的一款Android系統高階旗艦智能手機，屏幕使用全面屏技術，搭載華為麒麟980人工智能移動處理芯片，6GB內存，P30有徕卡三鏡頭，P30 Pro則有徠卡四鏡頭。該手機於2019年3月26日在巴黎發佈，是之前華為P20系列的繼承手機。
P30和P30 Pro使用了「美人尖」式的OLED螢幕，P30 Pro達到6.47吋的曲面面板。而P30則是平面的6.1吋螢幕，兩者解析度均為2,340×1,080。

## 未来影像之夜
2019年4月起P30系列舉辦「未来影像之夜」活動，號召眾多影片創作人使用P30拍攝專業等級小型電影，此一專案後來問世了《未来之眼》、《悟空》、《大象》、《一张图 一座城》等多部電影，導演王潮歌等人作為共创的发起人，她表示人人都是艺术家的未來可能很快到來。

## 拍月模式無中生有爭議
在华为P30系列发布会上，余承东曾大篇幅的介绍了P30系列在拍照和摄影上的能力提升，表示：“三星的Galaxy拍不到银河，但是P30 Pro可以”，并且在现场展示了华为P30 Pro、三星Galaxy S10 Plus以及iPhone XS Max对夜空月亮拍照的效果，结果是P30 Pro呈现的效果更出色。但在新机正式发布之后的4月13日晚，评测媒体爱否科技主笔王跃琨质疑华为P30 Pro拍月亮的照片是P的。此言论一出，顿时在网络上掀起了波澜。
根据王跃琨的描述，他使用华为P30 Pro拍摄了一张月亮图，中间形似内裤，有趣的是他发现了华为P30 Pro自动将月亮中的内裤处理成了环形山的形状，因此他得出了华为P30 Pro会处理月亮照片的结论。此后，知乎答主@小城用了三个晚上的时间，对P30 Pro进行详测，证实了华为确实有“P月”功能，拥有“无中生有”的能力，即将非常模糊月亮图片“复原”之余，还能做到：
- 把彻底的细节加上
- 把翻转调换的细节复原
- 把额外添加的杂项消除[6]。

4月16日晚间，爱否科技发布官方声明称，爱否科技高级主笔王跃琨在华为P30拍月亮事件中，实验准备不足，测试过程不细，结论下达武断误导观众，煽动情绪，严重违反公司的相关规定责令其删除所有相关微博，并给予王跃琨解除劳动合同、终止劳动关系的处罚，即日生效。
爱否科技在声明中回答P30拍月问题實驗結論，它先是通过50倍变焦達到拍入，然后又通过优秀算法完善出了更多的细节，在并未脱离真实的前提下，使得P30的得到了比友商更好的拍摄效果，這可以視為一種趣味性智能濾鏡，喜不喜歡使用個人選擇。

## 外部連結
- （简体中文）
  - P30：官方网站
  - P30 Pro：官方网站
- （英文）官方网站

| 前任者： 华为P20系列 | 华为P系列机型 华为P30/P30 Pro 2019年 | 繼任者： 华为P40系列 |